# Nikola Marinovic
Nikola Marinovic (Belgrado, 29 de agosto de 1976) es un jugador de balonmano serbio nacionalizado austríaco que juega de portero en el Grasshopper Club Zurich. Formó parte de la Selección de balonmano de Yugoslavia. Posteriormente jugó con la Selección de balonmano de Austria.

## Palmarés

### Estrella Roja
- Liga de balonmano de Serbia y Montenegro (2): 1997, 1998

### Cetiña
- Copa de Serbia y Montenegro de balonmano (1): 2002

### Bregenz
- Liga de Austria de balonmano (4): 2006, 2007, 2008, 2009
- Copa de Austria de balonmano (1): 2006

### Kadetten Schaffhausen
- Liga de Suiza de balonmano (2): 2016, 2017
- Copa de Suiza de balonmano (1): 2016

## Clubes
- Estrella Roja (1996-2001)
- RK Cetinje (2001-2002)
- Union West-Wien (2002-2005)
- A1 Bregenz (2005-2009)
- HBW Balingen-Weilstetten (2009-2011)
- HSG Wetzlar (2011-2013)
- Frisch Auf Göppingen (2013-2015)
- Kadetten Schaffhausen (2015-2018)[2]
- Grasshopper Club Zurich (2018- )